# Карр, Брендан
Брендан Карр (англ. Brendan Carr; род. 5 января 1979 года, Вашингтоне, округ Колумбия, США) — американский юрист, который с 2017 года является членом Федеральной комиссии по связи. Ранее Карр занимал должность генерального юрисконсульта агентства и помощника комиссара FCC Аджита Пая. В частной практике Карр ранее работал юристом по телекоммуникациям в Wiley Rein.
В ноябре 2024 года избранный президент Дональд Трамп выбрал Карра на пост главы Федеральной комиссии по связи, сменив Джессику Розенворсель.

## Биография

### Ранняя жизнь и образование
Карр родился 5 января 1979 года в Вашингтоне, округ Колумбия. В 2001 году он окончил Джорджтаунский университет со степенью бакалавра искусств по специальности «государственное управление». Позже он поступил в юридическую школу Колумбуса Католического университета Америки, где был редактором Catholic University Law Review. В 2005 году он окончил её со степенью доктора права с отличием.

### Юридическая карьера
С 2005 по 2007 год Карр был юристом в частной юридической фирме Wiley Rein, где занимался апелляционными и телекоммуникационными юридическими вопросами. С 2007 по 2008 год он был клерком судьи Денниса Шедда из Апелляционного суда США Четвёртого округа, затем вернулся в Wiley Rein.

### Федеральная комиссия по связи
Карр присоединился к Федеральной комиссии по связи в качестве юридического советника комиссара Аджита Пая. В этой должности Карр консультировал по вопросам беспроводной связи, общественной безопасности и международным вопросам. В январе 2017 года Карр стал генеральным юрисконсультом Федеральной комиссии по связи.

#### Администрация Трампа
В июне 2017 года президент Дональд Трамп выдвинул Карра на пост комиссара Федеральной комиссии по связи, и Карр был утверждён Сенатом США в августе 2017 года. Карр был повторно выдвинут на полный пятилетний срок президентом Трампом в 2018 году и утвержден Конгрессом на голосовании 2 января 2019 года. Его первоначальный срок длился с 1 июля 2018 года по 30 июня 2023 года.
Критики Карра отмечают, что он был публичен в вопросах государственной политики и что он обвинил председателя Комитета по разведке Палаты представителей Адама Шиффа в надзоре за «секретной и партийной машиной наблюдения», а в 2020 году утверждал, что Всемирная организация здравоохранения была «обманута» в своем ответе на пандемию COVID-19. В преддверии президентских выборов 2020 года Карр обвинил платформы социальных сетей в предвзятости по отношению к предвыборной кампании Трампа. Во время интервью в прямом эфире Lou Dobbs Tonight на Fox News Карр заявил, что «после выборов 2016 года крайне левые перескакивали от мистификации к мистификации и к мистификации, чтобы объяснить, как они проиграли президенту Трампу на выборах».

#### Администрация Байдена
В 2021 году Карр раскритиковал предложение администрации Байдена о развертывании новой широкополосной связи на сумму 100 миллиардов долларов в рамках первоначального предложения Американского плана рабочих мест. В мае 2022 года Карр призвал закрыть Совет по управлению дезинформацией, консультативный совет в Министерстве внутренней безопасности, назвав этот орган «оруэлловским».
В ноябре 2022 года Карр отправился в Тайбэй, Тайвань, для участия в совещаниях по вопросам кибербезопасности и телекоммуникаций. При этом он стал первым членом агентства, посетившим остров в официальном качестве. В 2023 году Карр раскритиковал программу финансирования широкополосной связи Национального управления по телекоммуникациям и информации (NTIA), которая отдавала неоправданное предпочтение оптоволокну.
В мае 2023 года президент Джо Байден повторно выдвинул Карра на новый срок, истекающий 30 июня 2028 года, и он был утвержден Сенатом 30 сентября 2023 года.

### Взгляды
Карр является противником защиты сетевого нейтралитета и поддерживает усилия по реформированию секции 230 в Законе о благопристойности в сфере коммуникаций.
Карр обвинил TikTok в нанесении вреда пользователям и подрыве национальной безопасности, а также назвал TikTok «цифровым фентанилом». Карр сказал, что родители, чьи дети используют приложение, должны беспокоиться о своей конфиденциальности. Федеральная комиссия по связи не имеет полномочий регулировать онлайн-контент и платформы, такие как TikTok, и имеет ограниченные полномочия ограничивать или запрещать высказывания. В интервью Axios в ноябре 2022 года Карр повторил, что, по его мнению, Комитет по иностранным инвестициям в США (CFIUS) должен запретить TikTok.